# District de Vorderland
Le district de Vorderland est un ancien district suisse, situé dans le canton de Appenzell Rhodes-Extérieures.

## Communes
- Grub
- Heiden
- Lutzenberg
- Rehetobel
- Reute
- Wald
- Walzenhausen
- Wolfhalden